# East of Scotland Championships 2025
Die East of Scotland Championships 2025 im Badminton fanden vom 5. bis zum 6. April 2025 in Edinburgh statt.

## Sieger und Platzierte
| Veranstaltung | Gold                              | Silber                            | Bronze                        |
| ------------- | --------------------------------- | --------------------------------- | ----------------------------- |
| Herreneinzel  | Matthew Waring                    | Angus Meldrum                     | Hamish Mccallister            |
| Herreneinzel  | Matthew Waring                    | Angus Meldrum                     | Euan Campbell                 |
| Dameneinzel   | Vibha Raman                       | Deepti Vijayakumar                | Sophie Ford                   |
| Dameneinzel   | Vibha Raman                       | Deepti Vijayakumar                | Qing Yang Xiao                |
| Herrendoppel  | Marcus Ellis Luke Parkinson       | Calum Flockhart Jack Riddell      | Lewis Smith Blair Tait        |
| Herrendoppel  | Marcus Ellis Luke Parkinson       | Calum Flockhart Jack Riddell      | Glen Lewington Ciar Pringle   |
| Damendoppel   | Ishbel Mccallister Brooke Stalker | Deepti Vijayakumar Qing Yang Xiao | Kirsten Berry Sophie Ford     |
| Damendoppel   | Ishbel Mccallister Brooke Stalker | Deepti Vijayakumar Qing Yang Xiao | Jody Groundwater Rebecca Reid |
| Mixed         | Calum Flockhart Wen Jun Cheah     | Josh Taylor Katie Stewart         | Ciar Pringle Amber Tan        |
| Mixed         | Calum Flockhart Wen Jun Cheah     | Josh Taylor Katie Stewart         | Evan Kenny Brooke Stalker     |